# 김은희 (테니스인)
김은희(金恩稀, 1991년 6월 10일 ~ )는 대한민국의 테니스 선수 출신 정치인이다. 초등학교 재학 시절에 4차례에 걸쳐 자신에게 성폭력을 가했던 테니스 코치를 고발하여 '대한민국 체육계 미투 운동 1호'로 이름을 알렸다.

## 생애
초등학교 재학 시절부터 테니스 선수로 활동했으며 성인이 된 이후에 테니스 코치로 활동했다. 2016년 5월에 열린 한 주니어 테니스 대회에서 자신이 초등학교에 다니고 있던 2001년부터 2002년 사이에 4차례에 걸쳐 성폭력을 가했던 테니스 코치를 우연히 목격했고 나중에 외상 후 스트레스 장애 진단을 받았다. 그 뒤에 병원 진단서, 자신의 초등학교 테니스부 동문들의 증언을 포함한 각종 증거를 수집하여 테니스 코치를 형사 고소하고 그에 대한 손해배상 소송을 제기했다. 법원은 2018년 7월에 김은희에게 성폭력을 가한 혐의로 기소된 테니스 코치에게 징역 10년, 성폭력 치료 프로그램 120시간 이수를 선고했다. 2021년 8월 19일에는 대법원이 김은희가 테니스 코치를 상대로 제기한 손해배상 소송에서 테니스 코치가 김은희에게 1억원을 배상하라며 원고 승소 판결을 확정지었다.
2020년에는 대한민국 제21대 국회의원 선거를 앞두고 있던 자유한국당의 인재 영입 과정을 통해 탈북민 출신 북한 인권운동가인 지성호와 함께 입당했다. 그 뒤 미래통합당의 비례대표 위성정당인 미래한국당에서 비례대표 23번 후보로 공천되었다. 2024년 1월 5일에 이준석의 개혁신당 창당 과정에 합류하겠다는 의사를 밝힌 허은아 의원이 국민의힘 탈당과 함께 의원직을 상실하면서 비례대표 자리를 승계받았다.

## 학력
- 원광대학교 스포츠과학 학사
- 호남대학교 물리치료학과 학사
- 원광대학교 교육대학원 체육교육학 석사 (2016년 《테니스 동호인의 신체적 자기효능감이 생활만족에 미치는 영향》 논문 발표)

## 경력
- 2013.1~2015.6 금정구청 실업팀
- 2018.4~2023.12 고양테니스아카데미 코치
- 2019.1 국가인권위원회 스포츠특별조사단 자문위원
- 스포츠윤리센터 교육홍보 자문위원
- 2021.7~2023.12 고양실내테니스연습장 대표
- 2022.11~2023.12 고양루프탑테니스 대표
- 2023.12~2024.1 서울올림픽기념국민체육진흥공단 비상임이사
- 2025.4~2025.5: 국민의힘 김문수 제21대 대통령 선거 경선후보 문수 대통 김문수 승리캠프 청년소통본부장

### 의정 활동
- 2024년 1월~2024년 5월: 제21대 국회의원(비례대표, 국민의힘)
  - 2024년 1월~2024년 5월: 제21대 국회 후반기 과학기술정보방송통신위원회 위원

## 역대 선거 결과
| 실시년도 | 선거   | 대수 | 직책     | 선거구   | 정당       | 득표수      | 득표율          | 순위          | 당락 | 비고       |
| -------- | ------ | ---- | -------- | -------- | ---------- | ----------- | --------------- | ------------- | ---- | ---------- |
| 2020년   | 총선   | 21대 | 국회의원 | 비례대표 | 미래한국당 | 9,441,520표 | \| \| 33.84% \| | 비례대표 23번 |      | 초선, 승계 |
|          | 33.84% |      |          |          |            |             |                 |               |      |            |